# Ямка Келликера
Ямка Келликера — это орган обоняния у ланцетника, расположенный на поверхности переднего конца тела.
Возникает в виде углубления эктодермы, на дне которого временно открывается невропор.  У личинок ланцетников эта полость отверстием связана с мозговым желудочком, а у взрослых ямка теряет связь с мозгом.